# Ann Margaret Sharp
 (juin 2022).
Si vous disposez d'ouvrages ou d'articles de référence ou si vous connaissez des sites web de qualité traitant du thème abordé ici, merci de compléter l'article en donnant les références utiles à sa vérifiabilité et en les liant à la section « Notes et références ».
Ann Margaret Sharp (née à Brooklyn, New York, en 1942 sous le nom de Ann Margaret Shoub et décédée en 2010) est une philosophe, pédagogue et chercheuse féministe. Elle est américaine, née d'une mère immigrante irlandaise. Elle est la cofondatrice de la philosophie pour les enfants et collabore avec son collègue Matthew Lipman, cofondateur, durant 35 ans. Ils fondent ensemble l'Institute for Advancement of Philosophy for Children (IAPC).

## Carrière
Ann Margaret Sharp a complété un baccalauréat en histoire intellectuelle (1963), une maîtrise en histoire américaine et latine américaine (1966) à l'université catholique d'Amérique, à Washington. C'est comme professeure assistante qu'elle commence à lire des philosophes américains. Elle enseigne la philosophie, l'histoire intellectuelle et la religion, entre 1966 et 1970, à Fayetteville State College (Caroline du Nord, 1965-1966), à la Virginia Union University (collège noir en Virginie, 1966-1967) et à Notre Dame College for Women (New Hampshire, 1967-1970) où elle devient professeure associée. En 1970, elle amorce ses études doctorales à l'université du Massachusetts. Elle publie sa thèse en 1973: The Teacher as Liberator: An Analysis of the Philosophy of Education of Friedrich Nietzsche. Dès sa graduation, elle devient professeure au Montclair State College (maintenant université d'État de Montclair), New Jersey. Elle y sera professeure jusqu'à son décès en 2010. Elle fonde avec Matthew Lipman le mouvement de la philosophie pour enfants et l'Institute for Advancement of Philosophy for Children (IAPC). Elle s'occupe principalement de la formation des étudiants aux études supérieures, des enseignants et du rayonnement de ce mouvement aux échelles nationale et internationale. Elle offre un cours universitaire au Montclair State College sur le féminisme et la philosophie pour enfants. Pour elle, le développement et les missions de ces deux mouvements libérateurs vont de pair (Sharp, 1981, 1992, 1994).

## Recherches
Dans ses recherches, elle développe particulièrement les sphères éthiques, sociales, identitaires, esthétiques, métaphysiques et politiques de la philosophie pour enfants. Elle s'inspire grandement des théories féministes et des pédagogies critiques : Simone Weil, Martha Nussbaum, Carol Gilligan, bell hooks, Virginia Woolfe, Lorraine Code et Evelyn Fox Keller (épistémologie féministe), Carolyn Merchant (écoféministe), Paulo Freire et Peter Singer (Sharp, 1994; Sharp, 2007; Sharp et Gregory, 2009). Ces contributions s'étendent de la philosophie pour enfants, aux travaux sur la communauté de recherche, sur la pédagogie, les études féministes et même sur des recherches en psychologie sociale.  
Un apport important de ses recherches étant demeuré dans l'ombre est sa thèse de l'éducabilité des émotions par la philosophie pour enfants (2007). Son originalité se retrouve aussi dans le potentiel anti-oppressif de cette pédagogie grandement inspiré de ses recherches sur les pédagogies critiques et féministes. La philosophie pour enfants permet la diminution de la violence et des injustices. Elle créera, avec plusieurs autres collaborations (Natalie Côté, Pierre Laurendeau et al.) le Programme Prévention de la violence et philosophie pour enfants (l'écriture de romans et de guides pédagogiques) La Traversée à Montréal.

## Publications
Cette liste de publications n'est pas exhaustive. Elle a publié au-dessus d'une quarantaine d'articles et de chapitres dans sa carrière. Il est parfois difficile de les trouver dû à ses voyages internationaux, et ses publications internationales (Gregory et Laverty, 2018). 

### Livres
- Ann Margaret Sharp, Philosophy in the Classroomauteur2=Matthew Lipman, Philadephie, Temple University Press, 1988.
- Ann Margaret Sharp et Ronald F. Reed, Studies in Philosophy for Children: Harry Stottlemeier's Discovery, Philadelphie, Temple University Press,, 1992.
- Ann Margaret Sharp et Matthew Lipman, Growing up with Philosophy, Institute for the Advancement of Philosophy for Children, 1994.
- Ann Margaret Sharp et Laurance J. Splitter, Teaching for better thinking, Melbourne: Australian Council for Educational Research, 1995.
- Ann Margaret Sharp et Ronald F. Reed, Studies in Philosophy for Children: Pixie, Madrid, Edition de la Torre, 1996.
- Ann Margaret Sharp, The Doll Hospital (roman philosophique), 1998.
- Ann Margaret Sharp, Geraldo (roman philosophique), 1999.
- Ann Margaret Sharp, Rompre le cercle vicieux. Guide pédagogique du roman Hannah 1ère partie et 2e partie, Québec, Presses de l'Université Laval, coll. « La traversée », 2005.
- Ann Margaret Sharp, Hannah 1re partie (roman philosophique), coll. « La traversée », 2005.
- Ann Margaret Sharp, Hannah' 2e partie (roman philosophique), coll. « La traversée », 2005.
- Ann Margaret Sharp, Nakeesha et Jesse (roman philosophique), coll. « La traversée », 2005.

### Articles
- Ann Margaret Sharp, « Children’s Intellectual Liberation », Educational Theory, no 31(2),‎ 1981, p. 197-214.
- Ann Margaret Sharp, « The community of inquiry: Education for democracy », Thinking: The Journal of Philosophy for Children, no 9(2),‎ 1991, p. 31-37.
- Ann Margaret Sharp (dir.), « Women, Children, and the Evolution of Philosophy for Children », Studies in Philosophy for Children, Temple University Press,‎ 1992, p. 42-51.
- Ann Margaret Sharp, « Feminism and Philosophy for Children: The Ethical Dimension », Thinking: The Journal of Philosophy for Children, no 11,‎ 1994, p. 24-28.
- Ann Margaret Sharp, « Letter Writing: A Tool in Feminist Inquiry », Inquiry: Critical Thinking Across the Disciplines, no 14 (3),‎ 1995, p. 54-63.
- Ann Margaret Sharp, « Self-transformation in the Community of Inquiry », Inquiry: Critical Thinking Across the Disciplines, no 16 (1),‎ 1996, p. 36-47.
- Ann Margaret Sharp, « The aesthetic dimension of the Community of Inquiry », Inquiry: Critical Thinking Across the Disciplines, no 17(1),‎ 1997, p. 67-77.
- Ann Margaret Sharp, « Education of the Emotions in the Classroom Community of Inquiry », Gifted Education International, no 22,‎ 2007, p. 248-257.
- Ann Margaret Sharp et Gregory, M., « Towards a feminist philosophy of education – Simone Weil on force, goodness, work, method and time », Thinking: The Journal of Philosophy for Children, no 19(2-3),‎ 2009, p. 87-96.